# Викликайте акушерку
«Викликайте акушерку» (англ. Call the Midwife) — драматичний серіал BBC про групу нянь-повитух, які працюють в східній частині Лондона (Іст-Енді) в 1950-х та 1960-х роках. У головних ролях знялися Джессіка Рейн, Міранда Гарт, Лора Мейн, Дженні Еґаттер, Пем Ферріс, Джуді Парфітт, Гелен Джордж, Брайоні Ганна та інші. Серіал було створено Гайді Томасом на основі мемуарів Дженніфер Ворт, але оригінальну історію було розширено й іншими історичними матеріалами.
Прем'єра першої сезону відбулася у Великій Британії 15 січня 2012 року. Серіал виробляється Neal Street Productions, виконавчий продюсер Піппа Гарріс. «Викликайте акушерку» досягнув високих рейтингів у першому сезоні, ставши найпопулярнішим серіалом BBC One з 2001 року. Другий сезон вийшов на екрани Великої Британії на початку 2013 року. У середньому серіал переглянуло 10,47 мільйонів глядачів. Третій сезон (восьмисерійний) вийшов в ефір Великої Британії у січні 2014 року і середня кількість глядачів становила 10,53 мільйонів.
Восени 2012 року PBS запустило перший сезон «Викликайте акушерку» у США, який за відгуками отримав рейтинг 8,0 на сайті Metacritic. «Вашингтон пост» написав, що «вибір акторів є чудовим, післявоєнні сцени без прикрас, відтворені до дрібниць».
28 лютого 2014 року BBC підтвердив, що у 2015 році вийде рідзвяний спецвипуск «Викликайте акушерку» та буде четвертий сезон. 3 листопада 2014 було повідомлено про п'ятий восьмисерійний сезон, який вийшов на екрани 17 січня 2016 року, зачіпаючи події початку 1961 року. У грудні 2015 року Тоні Голл (англ. Tony Hall), генеральний директор BBC оголосив, що планується різдвяний спецвипуск 2016 року та ще 8 серій, які вже будуть розказувати про 1962 рік.

## Сюжет
Сюжет розгортається навколо молодої медсестри Дженні Лі (англ. Jenny Lee) та роботи акушерок і черниць дому Ноннатус, частини Англіканського релігійного ордену, які займалися медичним обслуговуванням району Поплар, складової надзвичайного бідного Іст-Енду в 1950-х роках. Сестри та акушерки забезпечували багато потреб спільноти. Однак, зважаючи на те, що кожного місяця від 80 до 100 дітей народжувалося тільки у самому районі, основна робота полягала у тому, щоб успішно прийняти пологи й допомогти жінкам доглядати за немовлятами.

## У ролях
- Джессіка Рейн — медсестра Дженні Лі (англ. Jenny Lee)
- Міранда Гарт — Камілла «Чаммі» Браун (англ. Matron Camilla "Chummy" Fortescue-Cholmondeley-Browne)
- Лора Мейн — сестра Бернадетт / Шейла Тернер (англ. Sister Bernadette / Shelagh Turner)
- Дженні Егаттер — сестра Джуліанна (англ. Sister Julienne)
- Пем Ферріс — сестра Євангеліна (англ. Sister Evangelina)
- Джуді Парфітт — сестра Моніка Джоан (англ. Sister Monica Joan)
- Гелен Джордж — Беатріса «Триксі» Франклін (англ. Beatrix "Trixie" Franklin)
- Брайоні Ганна — Сінтія Міллер (англ. Cynthia Miller)
- Стівен Макґанн — Патрік Тернер (англ. Dr. Patrick Turner)
- Кліфф Паризі — Фредерик «Фред» Бакл (англ. Frederick "Fred" Buckle)
- Емеральд Феннелл — Пейшенс «Патсі» Маунт (англ. Patience "Patsy" Mount)
- Вікторія Єйтс — сестра Вініфред (англ. Sister Winifred)
- Лінда Басет — Філліс Крейн (англ. Phyllis Crane)
- Шарлотта Рітчі — Барбара Ґілберт (англ. Barbara Gilbert)
- Бен Каплан — Пітер Ноукс (англ. Police Constable Peter Noakes)
- Джек Ештон — Том Геревард (англ. Tom Hereward)
- Міріам Марголіс — Сестра Мілдред (англ. Sister Mildred)
- Фенелла Вулгар — Сестра Гільда (англ. Sister Hilda)

## Серії

### Сезон 1 (2012)
| Серія   | Режисер         | Сценарист      | Оригінальна дата виходу | Глядачів (млн) | Сюжет |
| ------- | --------------- | -------------- | ----------------------- | -------------- | --- |
| Серія 1 | Філіппа Лоуторп | Хейді Томас    | 15 січня 2012           | 9.83           | У 1957 році Дженні Лі (Джессіка Рейн) приїжджає на нову роботу в Дім Ноннатус, жіночий монастир у лондонському районі Поплар. У монастирі живе невеликий орден черниць, що складається з сестри Жульєн (Дженні Агюттер), сестри Євангеліни (Пем Ферріс), сестри Бернадетти (Лора Мейн) та сестри Моніки Джоан (Джуді Парфіт),а також двох акушерок, Беатрікс «Тріксі» Франклін (Хелен Джордж) і Синтії Міллер (Брайоні Ханна) та різноробочого Фредеріка «Фреда» Бакла (Кліфф Паризі). Дженні знайомиться з місцевим лікарем доктором Патріком Тернером (Стівен Макґанн). Після деяких початкових труднощів з облаштуванням у домі Ноннатус Дженні отримує першу пацієнтку — майбутню маму Кончіту Уоррен, іспанку, яка не розуміє англійської мови і вже має величезну сім'ю. Кончіта через падіння отримала травму голови, внаслідок чого починаються передчасні пологи. |
| Серія 2 | Філіппа Лоуторп | Хейді Томас    | 22 січня 2012           | 10.47          | Нова акушерка Камілла Фортескю-Чолмонделі-Браун на прізвисько Чаммі (Міранда Харт) прибуває до монастиря, щоб розпочати роботу. Вона походить із заможної родини та прагне стати християнською місіонеркою, проте на новій роботі зіштовхується з труднощами та жорстким критиком — сестрою Євангеліною. Намагаючись опанувати їзду на велосипеді (який акушерки використовують для об'їзду), вона зіштовхується з місцевим поліцейським Пітером Ноуксом (Бен Каплан). Дженні знайомиться з Мері, вагітною дівчиною-підлітком з Ірландії, яку після прибуття до Лондона змусили займатися проституцією, але вона хоче спробувати покращити життя собі та своїй дитині. Зрештою, відображаючи мораль епохи, немовля Мері забирають у неї після народження. |
| Серія 3 | Філіппа Лоуторп | Джек Вілльямс  | 29 січня 2012           | 10.66          | Дженні знайомиться з Джо (Рой Хадд), літнім колишнім солдатом, який зараз живе самотній у запущеній квартирі в будинку, що підлягає зносу. Тріксі та Синтії дістається сорокарічна жінка, яка засмучена тим, що завагітніла порівняно пізно, хоча її чоловік в захваті від цієї перспективи. Згодом виявляється, що її небажання народжувати зумовлене зовсім іншою причиною. |
| Серія 4 | Джеймі Пейн     | Естер Вілсон   | 5 лютого 2012           | 10.89          | Дженні чекають пошуки зниклої новонародженої дитини, до викрадення якої може бути причетна Мері, ірландська дівчинка, яка була травмована після того, як у неї забрали власну дитину. Синтія займається справою пари, що чекає первістка, проте дружину вражає еклампсія.. |
| Серія 5 | Джеймі Пейн     | Герієтт Уорнер | 12 лютого 2012          | 10.42          | Черниці та акушерки приходять на допомогу своїй прибиральниці Пеггі, у брата якої діагностовано рак. Доглядаючи за ним, Дженні дізнається про те, як брат і сестра виросли разом у суворому робочому будинку та як у них склалися інцестуальні стосунки, які зберігаються з тих пір. Тим часом Фред придбав свиню і планує заробляти гроші, продаючи її бекон, але незабаром виявляє, що свиня вагітна і більше не може змусити себе вирощувати її на їжу. Він звертається за допомогою до акушерок. |
| Серія 6 | Джеймі Пейн     | Хейді Томас    | 19 лютого 2012          | 11.41          | Сестра Моніка Джоан отримала запалення легень, коли вночі блукала по вулицях у стані емоційного розладу, а згодом її заарештовують за крадіжку. Тим часом Чаммі відвідує її мати, яка явно не схвалює стосунків її дочки з поліцейським. Відчайдушно намагаючись догодити матері, Чаммі вирішує, що єдиним рішенням проблеми є припинення стосунків із Ноуксом. Інші акушерки переконують її у зворотньому.. |

## Нагороди та номінації
| Рік  | Нагорода                                                                        | Категорія                                                           | Номіновано                                                | Результат |
| ---- | ------------------------------------------------------------------------------- | ------------------------------------------------------------------- | --------------------------------------------------------- | --------- |
| 2012 | Нагорода Британської академії телебачення та кіномистецтва за майстерність 2012 | Найкращий дизайн костюмів                                           | Емі Робертс (англ. Amy Roberts)                           | Номінація |
| 2012 | Премія БАФТА у телебаченні 2012                                                 | Найкраща акторка другого плану                                      | Міранда Гарт (англ. Miranda Hart)                         | Номінація |
| 2012 | Prix Europa                                                                     | Найкраща серія телесеріалу чи серіалу                               | «Викликайте акушерку»                                     | Номінація |
| 2012 | Prix Europa                                                                     | TV Fiction                                                          | «Викликайте акушерку»                                     | Номінація |
| 2012 | Приз TV Choice (Велика Британія)                                                | Найкраща акторка                                                    | Міранда Гарт                                              | Перемога  |
| 2012 | Приз TV Choice (Велика Британія)                                                | Найкраща нова драма                                                 | «Викликайте акушерку»                                     | Перемога  |
| 2013 | Національна телевізійна нагорода                                                | Жіноча драматична роль                                              | Міранда Гарт                                              | Перемога  |
| 2013 | Приз клубу телебачення та радіоіндустрії                                        | Драматична програма року                                            | «Викликайте акушерку»                                     | Перемога  |
| 2013 | Королівське телевізійне товариство                                              | Найкращий драматичний серіал                                        | «Викликайте акушерку»                                     | Номінація |
| 2013 | Премія Святого Христофора                                                       | Приз ТБ та кабельного телебачення                                   | «Викликайте акушерку»                                     | Перемога  |
| 2013 | Нагорода Британської академії телебачення та кіномистецтва за майстерність 2013 | Режисура (художні фільми)                                           | Філіппа Ловторп (англ. Philippa Lowthorpe)                | Перемога  |
| 2013 | Нагорода Британської академії телебачення та кіномистецтва за майстерність 2013 | Грим та зачіски                                                     | Крістін Волмеслі-Котем (англ. Christine Walmesley-Cotham) | Перемога  |
| 2013 | Премія БАФТА у телебаченні 2013                                                 | Вибір глядачів                                                      | «Викликайте акушерку»                                     | Номінація |
| 2013 | Приз TV Choice (Велика Британія)                                                | Найкраща акторка                                                    | Міранда Гарт                                              | Перемога  |
| 2013 | Приз TV Choice (Велика Британія)                                                | Найкращий драматичний серіал                                        | «Викликайте акушерку»                                     | Номінація |
| 2014 | Національна телевізійна нагорода                                                | Жіноча драматична роль                                              | Міранда Гарт                                              | Номінація |
| 2014 | Національна телевізійна нагорода                                                | Найкраща драма                                                      | «Викликайте акушерку»                                     | Номінація |
| 2014 | Премія Супутник                                                                 | Найкраща акторка другого плану у серіалі, мінісеріалі чи телефільмі | Джуді Парфітт                                             | Номінація |
| 2014 | Приз клубу телебачення та радіоіндустрії                                        | Драматична програма року                                            | «Викликайте акушерку»                                     | Номінація |
| 2015 | Приз TV Choice (Велика Британія)                                                | Найкраща сімейна драма                                              | «Викликайте акушерку»                                     | Перемога  |